# Pseudomiza flava
Pseudomiza flava là một loài bướm đêm trong họ Geometridae.